# Centro Cultural Municipal de Chillán Enrique Gajardo Velásquez
El Centro Cultural Municipal de Chillán Enrique Gajardo Velásquez, (abreviado CCMCh) es un recinto cultural ubicado en la ciudad de Chillán, Chile. Es parte del conjunto de Edificios Municipales de Chillán y está emplazado en la intersección de las calles Herminda Martin con calle Constitución, detrás del Teatro Municipal de Chillán.

## Historia
Antiguamente, en el lugar funcionaba un establecimiento educacional para adultos, llamado Liceo Vida Nueva, que tras el inicio de obras, tuvo que cambiar de ubicación, frente al Campus La Castilla de la Universidad del Bío-Bío.
Su construcción fue realizada durante la Pandemia de COVID-19 en Chile, y los últimos meses de la gestión edilicia de Sergio Zarzar, siendo finalizado en febrero de 2021, e inaugurado como Centro Cultural Municipal de Chillán, en abril del mismo año, con una ceremonia, considerada por sus asistentes, como íntima y de pocas personas, dado al contexto de pandemia. Sin embargo, la edificación no fue completada hasta fines de junio de 2021.
Tras la llegada de Camilo Benavente Jiménez a la alcaldía de Chillán, el recinto realiza un funcionamiento de marcha blanca, para que finalmente el día 10 de junio de 2022, fuera inaugurado de manera oficial y definitiva, realizando un evento público con la presencia de autoridades como la ministra de la Cultura, Julieta Brodsky, y su directora Macarena Berríos, como también de presentaciones artísticas de Vicente Cifuentes y la Compañía Magisterio con Pedro Villagra.
Entre los meses de junio y noviembre de 2022, el Centro Cultural ha realizado 53 talleres, abarcando áreas como artes escénicas, artesanías, danza, música, entre otras.
Durante este mismo período y considerando el total de actividades desarrolladas en el Centro Cultural, ha habido una participación de 13.000 personas. Para la ejecución de estas actividades, ha contratado 130 personas como monitores y talleristas, siendo así una instancia de generación de trabajo para las personas dedicadas a las artes en Ñuble.
El miércoles 30 de noviembre de 2022 realizó la primera función de cine con la exhibición de la cinta "1976" dirigida por Manuela Martelli.
En 2024, durante las celebraciones de su segundo aniversario, el recinto cambia de nombre a Centro Cultural Municipal de Chillán Enrique Gajardo Velásquez.